# Ferdinando al II-lea de' Medici, Mare Duce de Toscana
Ferdinando al II-lea de' Medici (n. 14 iulie 1610, Florența, Marele Ducat de Toscana – d. 23 mai 1670, Florența, Marele Ducat de Toscana) a fost Mare Duce de Toscana din 1621 până în 1670. A fost fiul cel mare al lui Cosimo al II-lea de' Medici, Mare Duce de Toscana și a Arhiducesei Maria Madalena de Austria. S-a căsătorit cu Vittoria della Rovere cu care a avut doi fii: Cosimo al III-lea, Mare Duce de Toscana și Francesco Maria, Duce de Rovere.
1. ↑  RKDartists, accesat în 2 martie 2018
2. ↑  IdRef, accesat în 22 mai 2020